# Žiar nad Hronom
Žiar nad Hronom (bis 1927 slowakisch „Svätý Kríž“ – bis 1955 „Svätý Kríž nad Hronom“; deutsch Heiligenkreuz an der Gran, ungarisch Garamszentkereszt – bis 1888 Barsszentkereszt – älter auch Szentkereszt) ist eine Stadt in der Mittelslowakei mit 16.677 Einwohnern (Stand 31. Dezember 2024) und Sitz des Okres Žiar nad Hronom.

## Geografie
Die Stadt befindet sich beidseitig des Flusses Hron, vorrangig aber am rechten Ufer, beim Zusammenfluss mit dem Bach Lutilský potok und liegt im Talkessel Žiarská kotlina. In der Umgebung befinden sich vulkanische Gebirge wie Kremnické vrchy (deutsch Kremnitze Berge) (nördlich), Vtáčnik (deutsch Vogelgebirge) (nordwestlich) und Štiavnické vrchy (deutsch Schemnitzer Berge) (südlich). Der Bahnhof am linken Ufer des Hron liegt auf einer Höhe von 244 m n.m., das Stadtzentrum hingegen auf 272 m n.m. und ist 40 Kilometer von Banská Bystrica sowie 170 Kilometer von der Hauptstadt Bratislava (deutsch Pressburg) entfernt.
Die Stadtteile sind Šášovské Podhradie (deutsch Schloßdorf, 1971 eingemeindet) und Žiar nad Hronom, mit dem eingemeindeten und heute aufgegebenen Dorf Horné Opatovce (deutsch Apfelsdorf an der Gran, auch Opatdorf, 1969 eingemeindet).
Nachbargemeinden sind Lutila im Norden, Stará Kremnička und Trnavá Hora im Osten, Močiar und Ladomerská Vieska im Südosten, kurz Podhorie und Sklené Teplice im Süden, Lehôtka pod Brehmi im Südwesten, Lovča im Westen und Lovčica-Trubín im Nordwesten.

## Geschichte

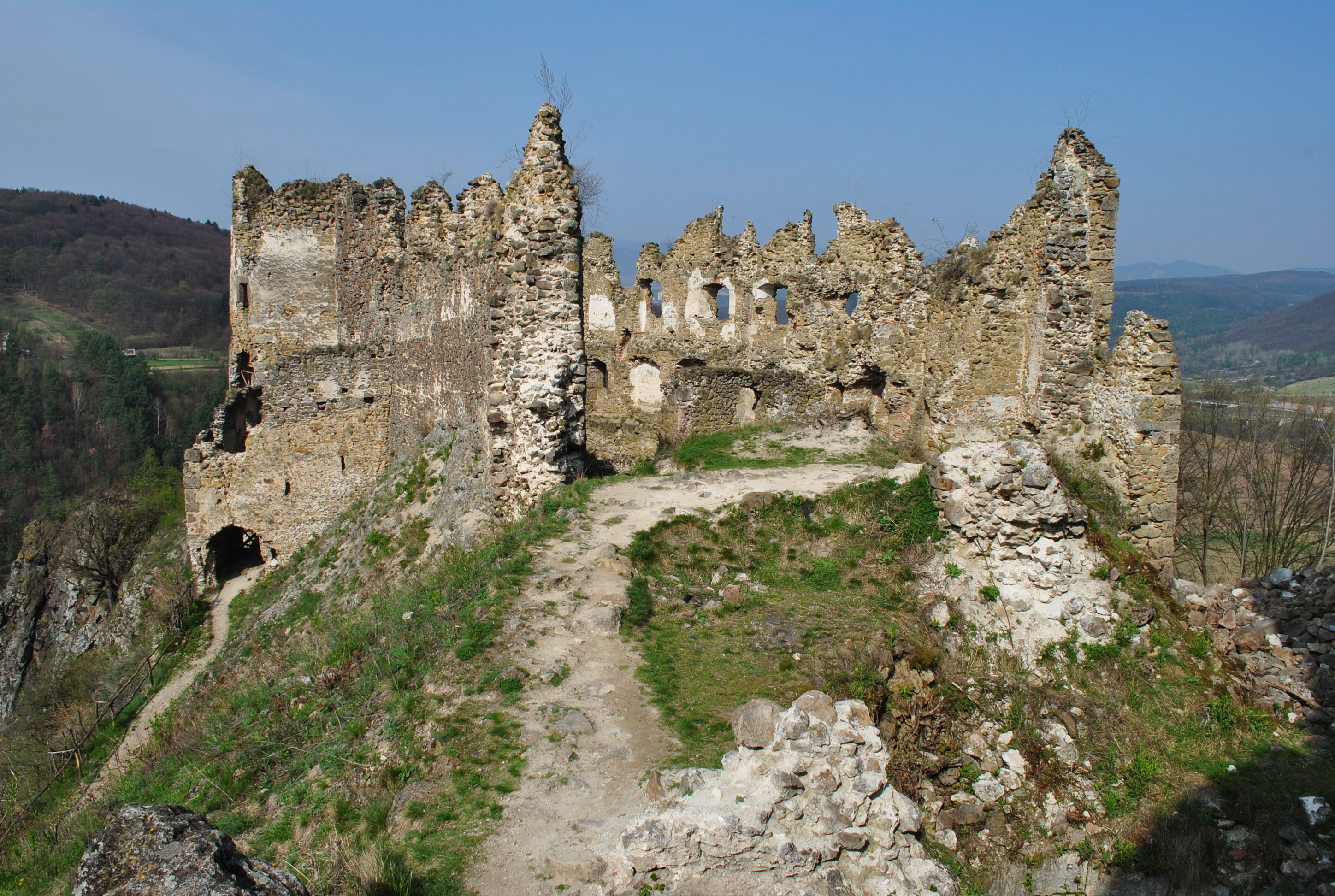
Ruine der Burg Šášov östlich von Žiar nad Hronom

Die Stadt Žiar nad Hronom wurde bereits 1075 zum ersten Mal als Kerestur schriftlich erwähnt und wird mehrmals mit der Burg Šášov, die damals Susol hieß, in Verbindung gebracht. Eine Siedlung namens Cristur wurde 1237 verzeichnet, die 1246 das Stadtrecht erhielt, sich in den folgenden Jahrhunderten als landwirtschaftliche Kleinstadt im Komitat Bars entwickelte und zum Sitz eines Herrschaftsguts wurde. Im Mittelalter war das Städtchen zudem Standort einer Mautstelle und gehörte seit dem Spätmittelalter zum Erzbistum Gran. 1536 wurden in einem Steuerverzeichnis 28 Porta verzeichnet. Obwohl die örtliche Festung nie an die Türken fiel, wurde sie zusammen mit der Stadt von aufständischen Truppen des Königreichs Ungarn im 17. Jahrhundert mehrmals erobert und verwüstet. 1661 brannte die ganze Stadt mit der gotischen Kirche aus. Nach dem Wiederaufbau im 18. Jahrhundert kam 1776 das Herrschaftsgut zum neu entstandenen Bistum Neusohl. 1828 sind 136 Häuser und 955 Einwohner verzeichnet und das Städtchen war mehrheitlich landwirtschaftlich geprägt, wenn auch mit einigen Zünften.
Bis 1918 gehörte der im Komitat Barsch liegende Ort zum Königreich Ungarn und kam danach zur Tschechoslowakei beziehungsweise heute Slowakei. Während des Zweiten Weltkriegs wurde die Stadt am 31. Januar 1945 von der Roten Armee erobert. Ein kompletter Neuanfang für die Stadt war die Gründung des einzigen Aluminiumwerks der Tschechoslowakei im Jahre 1953, wodurch die Stadt überregionale Bekanntheit erlangte. Infolge der Gründung verwandelte sich die Kleinstadt mit 1.500 Einwohnern in eine Industriestadt mit etwa 20.000 Einwohnern. 1955 erhielt die Stadt den heutigen Namen, da religiöse Namen in der kommunistischen Tschechoslowakei als unerwünscht galten.

## Bevölkerung
| Jahr                | 1994   | 2004    | 2014    | 2024     |
| ------------------- | ------ | ------- | ------- | -------- |
| Anzahl der Personen | 20.261 | 19.718  | 19.558  | 16.677   |
| Unterschied         |        | −2,68 % | −0,81 % | −14,73 % |

| Jahr                | 2023   | 2024    |
| ------------------- | ------ | ------- |
| Anzahl der Personen | 16.879 | 16.677  |
| Unterschied         |        | −1,19 % |

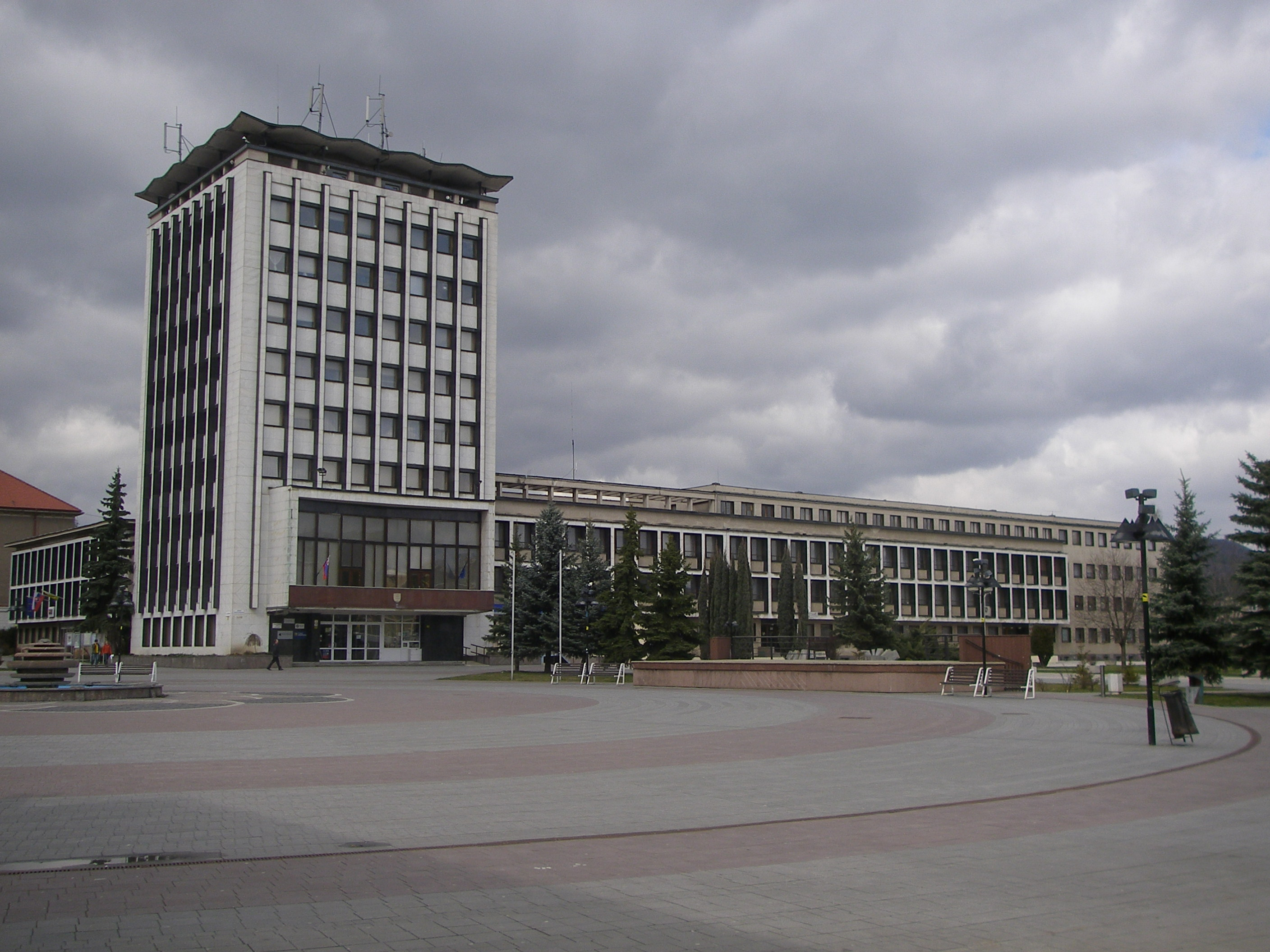
Námestie Matice slovenskej

Gemäß der Volkszählung 2011 wohnten in Žiar nad Hronom 19.883 Einwohner, davon 15.484 Slowaken, 565 Roma, 98 Tschechen, 84 Magyaren, 15 Deutsche und 13 Mährer; alle weiteren Einwohner gehörten entweder zu einer weniger als zehn Angehörige zählenden Ethnie oder zu einer anderen, nicht in den Statistiken aufgeführten Ethnie. 3.580 Einwohner machten keine Angabe. 9.693 Einwohner bekannten sich zur römisch-katholischen Kirche, 478 Einwohner zur evangelischen Kirche A. B., 69 Einwohner zur griechisch-katholischen Kirche, 49 Einwohner zur kongregationalistischen Kirche, 26 Einwohner zur reformierten Kirche, 24 Einwohner zur evangelisch-methodistischen Kirche, 19 Einwohner zur orthodoxen Kirche, 17 Einwohner zu den Zeugen Jehovas und 12 Einwohner zur Brüderkirche; alle weiteren Einwohner gehörten entweder zu einer weniger als zehn Angehörigen zählenden Konfession oder zu einer anderen, nicht in den Statistiken aufgeführten Konfession. 4.219 Einwohner waren konfessionslos und bei 5.144 Einwohnern wurde die Konfession nicht ermittelt.
Nach der Volkszählung von 2001 leben in der Stadt 19.945 Einwohner. 
Nach Nationalitäten:
- 94,27 % Slowaken
- 1,97 % Roma
- 0,95 % Tschechen
- 0,69 % Magyaren

Nach Religionszugehörigkeit:
- 62,07 % römisch-katholisch
- 25,54 % nicht religiös
- 3,19 % evangelisch

## Sehenswürdigkeiten

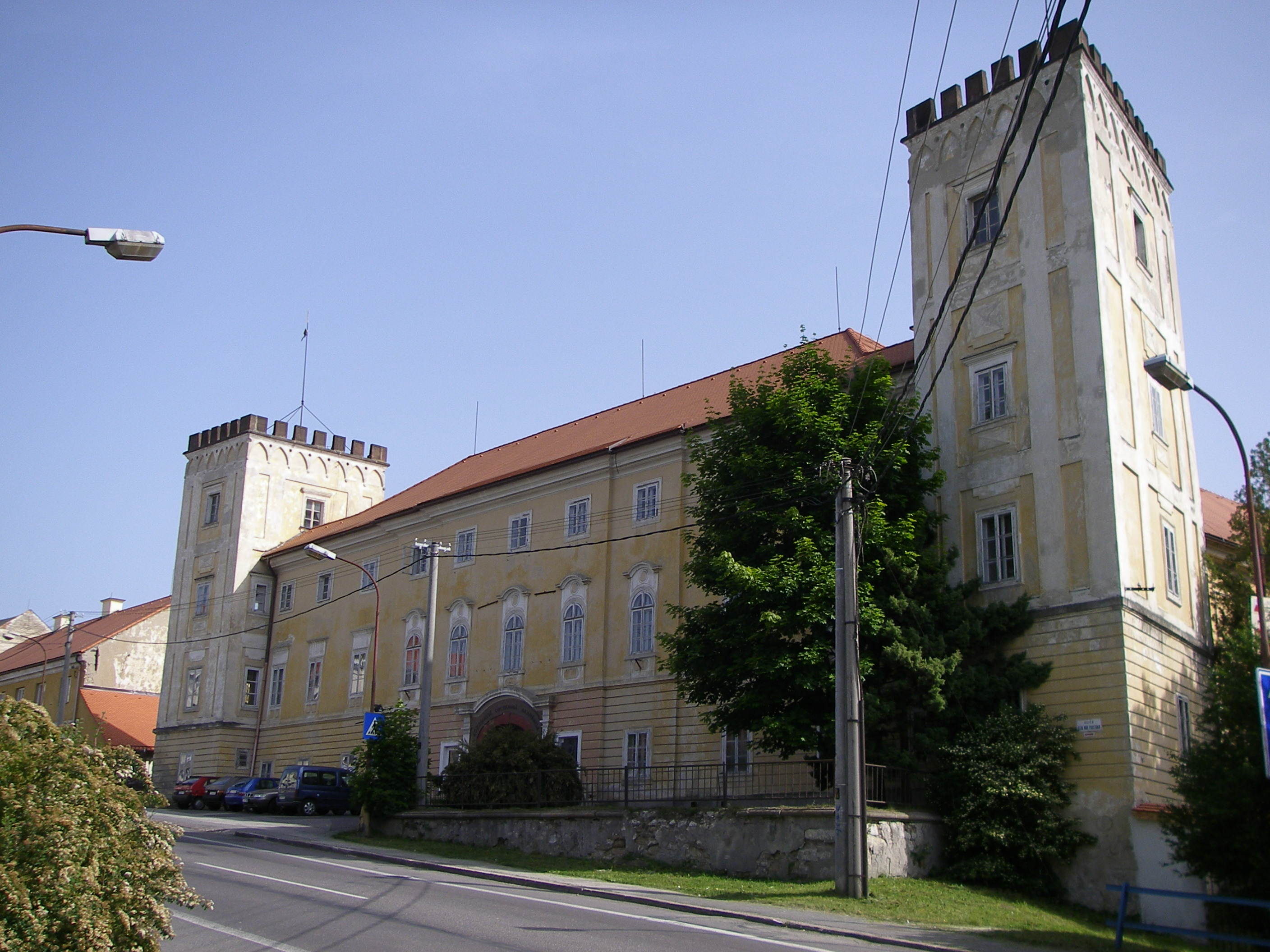
Landschloss in Žiar nad Hronom

- Renaissance-barockes Schloss (auch als bischöfliches Schloss bekannt), das 1631 auf Verordnung des Erzbischofs Péter Pázmány errichtet wurde und zeitweise der bischöfliche Sommersitz der Neusohler Bischöfe war
- klassizistische Kirche der Kreuzerhöhung aus dem Jahr 1813, an Stelle einer älteren gotischen Kirche
- Laurentiuskirche in Horné Opatovce, die als eines von wenigen Gebäuden des 1969 untergegangenen Dorfes stehen bleibt
- Ruinen der Burg Sachsenstein östlich der Stadt

## Wirtschaft

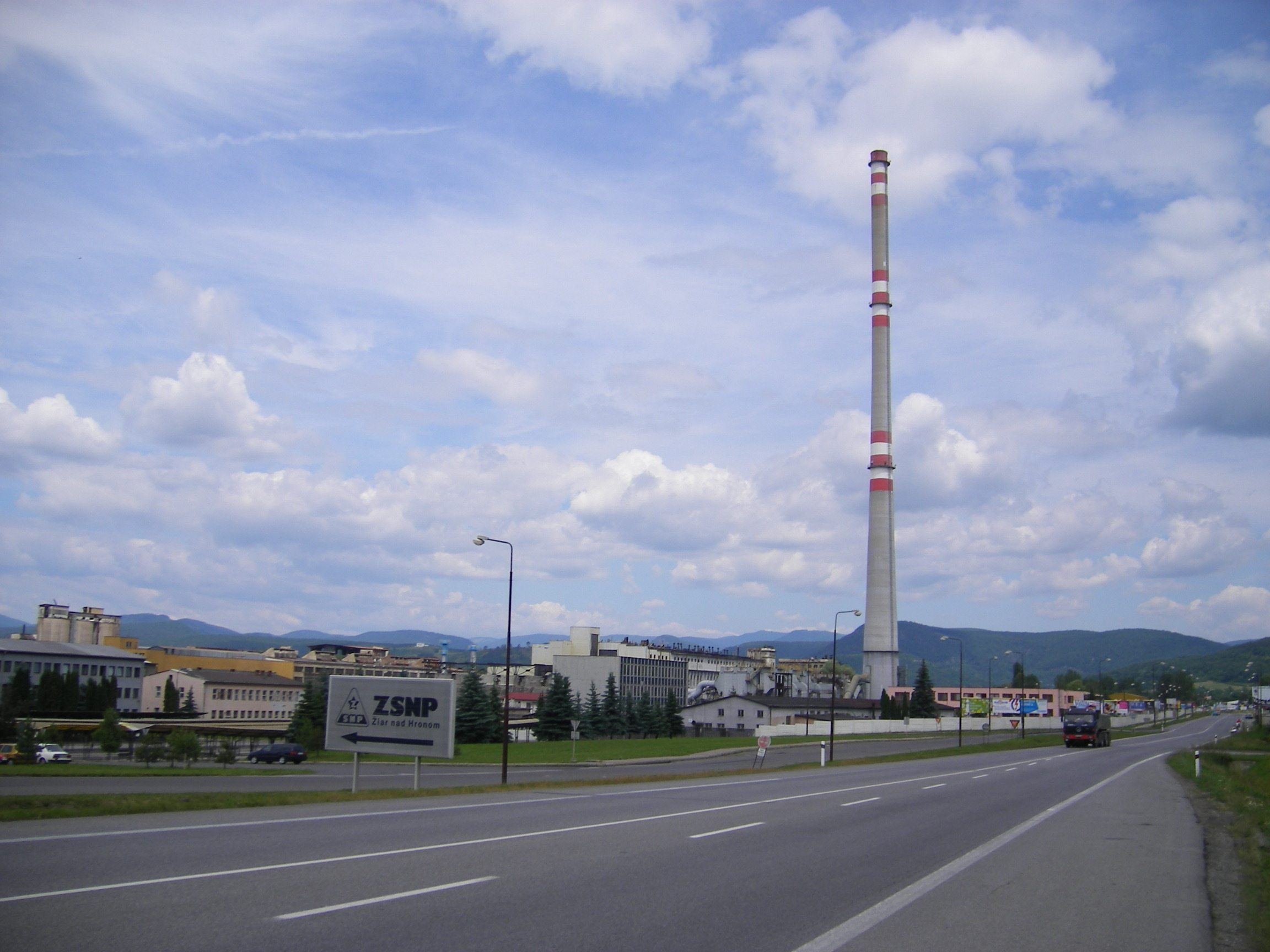
Aluminiumwerk

Der Hauptarbeitgeber im Ort ist die Giesserei Nemak Slovakia mit 1050 Mitarbeitern und der Aluminiumproduzent Slovalco, welcher früher Závody Slovenského národného povstania hieß.

## Verkehr
- Eisenbahn: Bahnhof Žiar nad Hronom am linken Ufer des Hron im Ort Ladomerská Vieska an der Bahnstrecke Levice–Hronská Dúbrava
- Straße: Kreuzung der Straßen 1. Ordnung 9 (Trenčín–Žiar nad Hronom) und 65 (Nitra–Martin), zudem auch über die Schnellstraße R1 erreichbar (Ausfahrt Šášovské Podhradie oder Lehôtka pod Brehmi). Eine im Zuge der Schnellstraße R2 gebaute Ortsumgehung wurde am 15. Dezember 2014 dem Verkehr freigegeben.

## Partnerstädte
- Svitavy (Tschechische Republik)

## Persönlichkeiten
- Pavol Čambal (* 1950), Radrennfahrer
- Igor Kollár (* 1965), Leichtathlet
- Ivana Mifka (* 1985), Volleyballspielerin und -trainerin
- Milan Škriniar (* 1995), Fußballspieler
- Michal Ivan (* 1999), Eishockeyspieler